# Gastón Mealla
Erlan Gastón Mealla Anachuri (Sucre, 3 de septiembre de 1988) es un futbolista boliviano. Juega como delantero y su actual equipo es San Isidro de la Asociación de Fútbol Oruro.
Gastón nació y creció en el departamento de Chuquisaca, inició su carrera futbolística en el Club Unión Central de su ciudad de Tarija, donde destacó siendo el goleador de su equipo hasta el descenso del club. En 2007 ficha por el Club Universitario de Sucre, también demostrando buenas actuaciones y marcando numerosos goles.
En 2010 ficha por el Nacional Potosí, club en el cual era habitual titular. Hasta que en 2012 se convirtió en sensación del momento al marcar un "gol de escorpión" el 29 de enero frente a The Strongest, el cual fue el gol del triunfo. El gol marcado en el pasado mes de enero le vale al jugador para entrar en el ranking de los 10 mejores Goles según la FIFA y opta al premio Premio Puskás
A inicios de julio, el jugador Chuquisaqueño fichó por The Strongest.

## Selección nacional
Disputó el Sudamericano Sub-20 del año 2007 jugado en Paraguay con la Selección de fútbol sub-20 de Bolivia, jugó 2 partidos.

## Clubes
| Club                    | País    | Año         |
| ----------------------- | ------- | ----------- |
| Unión Central           | Bolivia | 2006 - 2007 |
| Universitario (USFX)    | Bolivia | 2008 - 2009 |
| Nacional Potosí         | Bolivia | 2010 - 2013 |
| The Strongest           | Bolivia | 2013 - 2014 |
| Nacional Potosí         | Bolivia | 2014 - 2015 |
| San José                | Bolivia | 2016        |
| Petrolero               | Bolivia | 2017        |
| Real Potosí             | Bolivia | 2018        |
| Independiente Petrolero | Bolivia | 2019        |
| San Isidro              | Bolivia | 2021        |

## Palmarés

### Títulos nacionales
| Título           | Club                 | País    | Año           |
| ---------------- | -------------------- | ------- | ------------- |
| Primera División | Universitario (USFX) | Bolivia | Apertura 2008 |
| Torneo Apertura  | The Strongest        | Bolivia | Apertura 2013 |